# コロコロチキチキペッパーズ
コロコロチキチキペッパーズは、吉本興業（東京本社）所属のお笑いコンビ。2012年4月結成。NSC大阪校33期生。キングオブコント2015王者。略称は「コロチキ」。

## メンバー
ナダル（1984年12月23日 - ）（40歳）
ボケ（ネタによってはツッコミ）担当。
京都府相楽郡南山城村出身（出生は山形県）。京都府立木津高等学校、近畿大学農学部水産学科卒業。
身長178 cm、体重75 kg。血液型はO型。

西野 創人（にしの そうと、1991年9月21日 - ）（33歳）
ツッコミ（ネタによってはボケ）・ネタ作り担当。
大阪府豊中市出身（出生は鳥取県）、大阪府立箕面東高等学校卒業。
身長170 cm、体重68 kg。血液型はO型。

## 略歴
NSC大阪校33期出身によるコンビ。NSC在籍時から元々クラスが同じで仲は良かったものの、クラス分けによって西野がAクラス（高成績組）、ナダルがCクラス（下位成績組）に分けられてからはお互い異なるコンビを組んでいた。ナダルはCクラスの中でもとりわけ低いC4クラスで授業は週一回、それも発声練習のみで当時のナダルの楽しみはバイト先の賄いだけだったという。その後お互いがコンビを解散して西野は次のコンビを組める相手が決まらず、最後に声を掛けたナダルが了承したことで現在のコンビを結成。
コンビ名は、ロックバンドのレッド・ホット・チリ・ペッパーズがレッチリと呼ばれているのを西野がかっこいいと思い、自分たちも略されて言われるようになるためあえて長い名前を付けたのが由来。
2015年10月、キングオブコント2015にて優勝を果たす。
2016年4月、活動拠点を大阪から東京へ移した。

## 芸風
キングオブコントで優勝するなどコントでの評価が高いが、互いに漫才をやりたかったが故に芸人になった経緯があるためコントよりも漫才を多く演じている。
ネタ作りを担っているのは西野。ナダルもネタ案を出すことはあるが大抵は却下されるらしく、ナダル曰く「西野は自分が面白いと思っていたことについてブレていない」という。西野はネタ中に見せるナダルの悲しげな表情が抜群だと称し、「この表情を見せた時、何か手応えをつかんだような気がした」とも語っている。

## 賞レースの戦歴

### M-1グランプリ
| 年（回）         | 結果                         | エントリー No. |
| ---------------- | ---------------------------- | -------------- |
| 2015年（第11回） | 3回戦進出                    | 983            |
| 2016年（第12回） | 1回戦欠席                    | 2487           |
| 2017年（第13回） | 3回戦進出                    | 3640           |
| 2018年（第14回） | 不参加                       |                |
| 2019年（第15回） | 不参加                       |                |
| 2020年（第16回） | 準々決勝進出                 | 457            |
| 2021年（第17回） | 3回戦進出                    | 1760           |
| 2022年（第18回） | 準々決勝進出                 | 1770           |
| 2023年（第19回） | 3回戦進出                    | 2014           |
| 2024年（第20回） | 準々決勝進出                 | 3730           |
| 2025年（第21回） | シード権獲得により 1回戦通過 | 4640           |

### キングオブコント
| 年度   | 結果       | 備考                                            |
| ------ | ---------- | ----------------------------------------------- |
| 2012年 | 2回戦進出  |                                                 |
| 2013年 | 2回戦進出  |                                                 |
| 2014年 | 2回戦進出  |                                                 |
| 2015年 | 優勝       | 決勝キャッチフレーズ 「魅惑ボイスの大穴コンビ」 |
| 2016年 | 準決勝進出 |                                                 |
| 2019年 | 準決勝進出 |                                                 |

## エピソード
- キングオブコント2015決勝の2本目のネタ「卓球」では、さぁ/SURFACE（アニメ『まもって守護月天!』オープニング）をBGMとして流した。当時は無断使用だったものの、SURFACEのヴォーカルだった椎名慶治がTwitterで反応し、単独ライブのスペシャルゲストとして出演・公認した[9]。そしてアニメの原作者・桜野みねねも自身のブログにて好意的な感想を記した[10]。
- 歴代のキングオブコント王者の中では2018年大会にて同期にあたるハナコが優勝するまで、『爆笑オンエアバトル』や『オンバト+』への出場経験が一度も無い唯一のグループであった[注 1]。

## 出演
※メンバー個人での出演についてはナダル (お笑い芸人)#出演、西野創人#出演を参照。

### テレビ番組
現在のレギュラー
- コロコロチキチキペッパーズの「やっべぇぞ!!」（KCNファミリーチャンネル、2015年5月15日 - ）[11][12]
- コロコロチキチキペッパーズのやっべぇぞキッチン（2023年9月8日 - 、au PAY マーケット）

不定期出演
- アメトーーク!（テレビ朝日）
- 水曜日のダウンタウン（TBS） - 主にナダル単独での出演が多い[13]
- 坂上&指原のつぶれない店（TBS）
- さんまのお笑い向上委員会（フジテレビ）
- 霜降りバラエティX（テレビ朝日）

過去のレギュラー・不定期出演
- 大阪☆春夏秋冬≪カタヤブリ≫（Kawaiian TV） - MC[14]
- ピラメキーノ640（テレビ東京） - 不定期で「バカウケコドモ-1GP」に出演

### ラジオ
現在
- ねむチキ（2021年7月4日 - 、TBSラジオ）[15]
- イマドキッ ドゥフドゥフ90分（パート3）（2021年10月5日 - 、MBSラジオ）

過去
- オレたちやってみるく!（2020年4月23日 - 2021年9月30日、MBSラジオ）
- コロコロチキチキペッパーズのオールナイトニッポン0(ZERO)（2021年1月10日、ニッポン放送）[16]
- 芸人お試しラジオ「デドコロ」（2021年4月 - 2021年5月、火曜会）

WEBラジオ
- 週刊コロコロチキチキペッパーズ（2021年9月5日 - 2022年5月29日、グノシーラジオ）
- そうてぃんのるーてぃんラジオ[17]（2020年11月20日 - 、stand.fm） - 西野のみ

### CM
- 日本マクドナルド「チキンチーズバーガー」（2016年）[18]
- 明治「ザバスミルク グレープフルーツ風味」（2016年） ※WEB CM[19]
- UQコミュニケーションズ「ナダルの悩み篇」（2018年）[20]